# Stefan Lippe

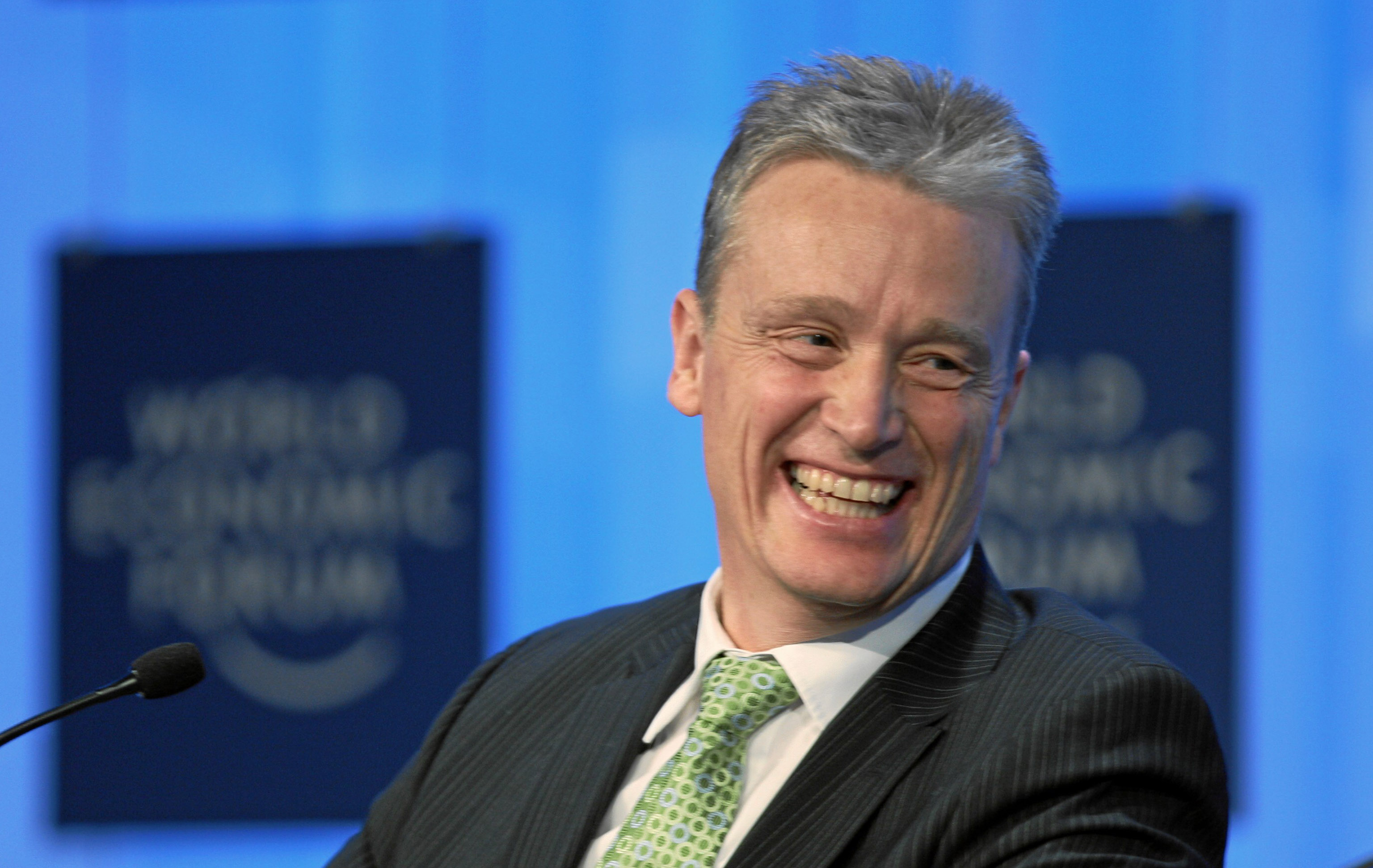
Lippe während des WEFs 2010

Stefan Lippe (* 11. Oktober 1955 in Mannheim; † 27. März 2020) war ein deutsch-schweizerischer Versicherungsmanager. Von Februar 2009 bis Januar 2012 war er CEO von Swiss Re.

## Werdegang
Lippe studierte an der Universität Mannheim Mathematik und Betriebswirtschaft und promovierte 1982 im Rahmen seiner Tätigkeit als wissenschaftlicher Assistent des Lehrstuhls für Versicherungswissenschaft. Für seine Dissertation wurde er mit dem Preis der Kurt-Hamann-Stiftung ausgezeichnet.
Im Oktober 1983 trat er in die Bayerische Rück ein, eine Tochtergesellschaft der Schweizerischen Rückversicherungsgesellschaft AG. Im Jahr 1986 übernahm er die Leitung der Abteilung „Underwriting“, nicht-proportionales Geschäft. 1988 wurde er als stellvertretendes Mitglied in die Geschäftsleitung berufen. 1991 übernahm er die Gesamtverantwortung für die Aktivitäten des Unternehmens im deutschsprachigen Raum und wurde als Vollmitglied aufgenommen. 1993 wurde er zum Vorsitzenden der Geschäftsleitung der Bayerischen Rück ernannt und 1995 in die erweiterte Geschäftsleitung von Swiss Re als Leiter der Bayerischen Rück Gruppe berufen. 2001 übernahm er die Leitung der Property & Casualty Business Group und wurde in die Geschäftsleitung von Swiss Re gewählt. Im September 2008 wurde er zum Chief Operating Officer und Stellvertreter des CEO berufen. Am 12. Februar 2009 wurde er in einer Krisensituation, nach der Abberufung von Jacques Aigrain, zum Präsidenten der Geschäftsleitung ernannt.
In seiner Amtszeit ist Lippe in den Medien und in wissenschaftlichen Studien mehrfach als überbezahlt kritisiert worden, insbesondere in Rankings, die die Leistung mit dem Salär verglichen.
Im Dezember 2011 wurde nach dreijähriger Amtszeit überraschend sein Rücktritt bekanntgegeben. Sein Nachfolger wurde auf den 1. Februar 2012 Michel M. Liès, welcher innerhalb der Firma stets in einem Spannungsverhältnis zu Lippe stand.
Im Frühjahr 2020 starb Lippe im Alter von 64 Jahren während der COVID-19-Pandemie an den Folgen einer SARS-CoV-2-Infektion.